# Liège-Bastogne-Liège
Liège-Bastogne-Liège, créée en 1892 par le Pesant Club Liégeois et le Liege Cyclist Union en Belgique, est une course cycliste sur route annuelle belge, réservée aux professionnels. Elle est l'une des plus anciennes des courses cyclistes encore disputées, ce qui lui vaut le surnom de « Doyenne ». Son parcours accidenté de 260 km en fait l'une des classiques les plus exigeantes et les plus prestigieuses,,,,. L'épreuve est l'un des cinq Monuments du cyclisme, avec Milan-San Remo, le Tour des Flandres, Paris-Roubaix et le Tour de Lombardie. Elle se déroule généralement fin avril, ce qui en fait la dernière grande classique printanière. Le parcours emmène les coureurs entre Liège et Bastogne, qui se trouve à 90 km de Liège, à proximité de la frontière luxembourgeoise puis fait retour vers Liège par un tracé moins direct. L'itinéraire de la course traverse le massif de l'Ardenne dans lequel l'Ourthe et ses affluents ont creusé de profondes vallées jalonnées de nombreuses côtes. La course est la plus réputée des classiques ardennaises.
Cette classique, autrefois inscrite au calendrier de la Coupe du monde, fait désormais partie de l'UCI World Tour et est organisée par Amaury Sport Organisation. Eddy Merckx, vainqueur à cinq reprises entre 1969 et 1975, détient le record de victoires.

## Histoire

### Spa-Bastogne-Spa
Comme beaucoup de classiques cyclistes, Liège-Bastogne-Liège est organisée pour promouvoir et augmenter les ventes d'un journal (L'Express), dont le siège est basé à Liège. Durant toute son histoire, elle est toujours restée dans la partie sud de la Communauté française de Belgique. Il est prévu que la course se transforme à moyen terme en Liège-Paris-Liège, mais ce plan n'est jamais réalisé.
La première édition de la course est organisée en 1892 par le Liege Cyclist Union, qui fonde également le Football Club Liégeois la même année. Elle a lieu entre Spa à Bastogne et retour, sur une distance de 250 km. Les bicyclettes étant très coûteuses à la fin du XIXe siècle, le cyclisme est considéré comme un sport exclusivement réservé aux riches, et l'événement est considéré comme une « affaire de gentlemen ». 33 coureurs de la Liege Cyclist Union et du Pesant Club Liégois, tous Belges et la plupart d'entre eux de Liège, prennent le départ. Seulement 17 coureurs terminent la course. Le point situé à mi-chemin du parcours est la gare de Bastogne, choisi en raison de sa commodité pour les officiels de course. Certains coureurs fatigués, abandonnent la course à Bastogne et prennent le train pour retourner à Spa. Léon Houa, originaire de Liège, remporte la course après dix heures et 48 minutes sur le vélo. La deuxième place revient à Léon Lhoest (nl), arrivé 22 minutes plus tard, tandis que le troisième, Louis Rasquinet (nl) termine à 44 minutes. Les coureurs continuent d'arriver pendant cinq heures supplémentaires.
Houa gagne également l'édition suivante, sur le même parcours, cette fois avec une marge d'une demi-heure. En 1894, la course s'ouvre aux professionnels. Léon Houa, premier cycliste professionnel reconnu en Belgique s'impose à nouveau. La vitesse moyenne augmente de 23,3 à 25 km/h. Houa s'adjuge sa troisième victoire avec sept minutes d'avance sur Rasquinet. L'Italien Maurice Garin, qui sera naturalisé français et deviendra plus tard le premier vainqueur du Tour de France, termine quatrième. Après les trois éditions inaugurales, la course n'est plus organisée pendant quatorze ans, après quoi elle est parfois ouverte uniquement aux amateurs et semi-professionnels.

### Classique des Ardennes
La course fait son retour en 1908, avec un départ et une arrivée à Liège pour la première fois. Elle est remportée par le Français André Trousselier. En 1909, le vainqueur, Eugène Charlier, est disqualifié parce qu'il a changé de vélo. Victor Fastre est déclaré vainqueur et reste à 18 ans et 362 jours le plus jeune vainqueur de l'histoire sur une grande classique. La course est annulée pendant la Première Guerre mondiale, mais elle reprend en 1919. La course est principalement remportée par des Belges. Elle commence à attirer de plus en plus de coureurs de la Flandre — où le cyclisme est extrêmement populaire — qui commencent à dominer l'épreuve. Le Flamand Alfons Schepers remporte trois victoires durant l'entre-deux-guerres.
Liège-Bastogne-Liège connaît quelques interruptions au cours de la Seconde Guerre mondiale, mais est de retour sur le calendrier à partir de 1945. La course commence à attirer certaines stars du cyclisme européen. En 1951, elle est ajoutée au Challenge Desgrange-Colombo, regroupant les plus grandes courses cyclistes de l'époque. Le Suisse Ferdi Kübler la remporte en 1951 et 1952. Le favori des Belges, Raymond Impanis, sans jamais s'imposer, devient l'éternel second de la course, avec quatre deuxièmes places entre 1947 et 1955.
À la fin des années 1950, Fred De Bruyne remporte la course à trois reprises pour ses trois premières participations, égalant l'ancien record de Houa et Schepers. En 1957, deux coureurs sont déclarés vainqueurs ex æquo. Germain Derycke est le premier à passer la ligne d'arrivée, mais il a franchi un passage à niveau fermé. Derycke s'étant imposé avec trois minutes d'avance, les commissaires estiment qu'il n'a pas gagné beaucoup de temps en traversant illégalement la voie ferrée et décident de ne pas le disqualifier. Par compromis, Frans Schoubben, initialement deuxième, est promu à la première place à égalité. En 1959, Liège-Bastogne-Liège est intégrée au Superprestige, le successeur du Challenge Desgrange-Colombo et le précurseur de l'UCI World Tour, ce qui fait de la classique des Ardennes l'un des principaux événements cyclistes de l'année.

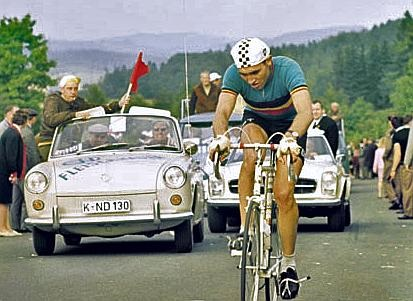
Le recordman de victoires Eddy Merckx, gagne Liège–Bastogne–Liège à cinq reprises

1969 marque les débuts de l'ère Eddy Merckx, l'icône cycliste en Belgique, vainqueur à cinq reprises, dont trois consécutives, pour un total de sept podiums. L'arrivée de 1970 est sans doute entachée d'une manœuvre des frères De Vlaeminck dans le tunnel d'accès au Stade Vélodrome de Rocourt qui bloque Merckx et permet la victoire de Roger De Vlaeminck. La course de 1971 se déroule dans des conditions épouvantables, avec la neige et le froid qui ravage le peloton. Merckx remporte l'une de ses victoires les plus mémorables. Le Belge attaque seul à 92 kilomètres de l'arrivée et obtient un avantage de cinq minutes sur ses plus proches poursuivants. Fait rare, il est victime d'un coup de fatigue sur la fin et est rejoint par Georges Pintens. Pintens ne réussit pas à distancer un Merckx fatigué. Ce dernier réussit à battre son compatriote belge au sprint et obtient sa deuxième victoire dans la classique,. En 1972, l'arrivée est déplacée à Verviers, à 30 km de Liège mais, à cause de la protestation des fans, elle fait son retour à Liège dès l'année suivante. L'édition est à nouveau remportée par Merckx. En 1975, le « Cannibale » scelle son cinquième et dernier succès, ce qui fait de lui le recordman de victoires sur la Doyenne. En 1976 et 1978, le public liégeois exulte. Joseph Bruyère, l'enfant du pays de Liège et fidèle lieutenant d'Eddy Merckx, remporte en solitaire et avec une confortable avance deux éditions de la Doyenne.
Le champion français Bernard Hinault a remporté la course à deux reprises, les deux fois dans des conditions météorologiques dantesques. En 1977, six coureurs se retrouvent en tête de la course dans les dix derniers kilomètres. Il s'agit des Belges Roger De Vlaeminck, Freddy Maertens, Eddy Merckx et André Dierickx, de l'Allemand Dietrich Thurau et du Français Bernard Hinault. À 8 kilomètres de l'arrivée, Dierickx lance une attaque à laquelle Hinault est le seul à répondre initialement. Les deux coureurs se disputent la victoire et Hinault s'impose. Trois ans plus tard, il remporte une édition devenue légendaire, marquée par les chutes de neige et des températures glaciales.
Dans les années 1980, le spécialiste des classiques italien Moreno Argentin gagne la course à quatre reprises, manquant de peu le record de Merckx. Argentin compte également trois victoires sur la Flèche Wallonne, ce qui lui vaut le titre du « King of the Ardennes » (Roi des Ardennes). L'arrivée de 1987 est restée dans la mémoire de beaucoup. Claude Criquielion et Stephen Roche arrivent sur le boulevard de la Sauvenière avec une avance confortable et pensent avoir course gagnée mais ne voient pas Moreno Argentin revenir tel un bolide et signer ainsi un troisième succès consécutif et inespéré à Liège.

### Arrivée à Ans
En 1990, le Pesant Club Liégeois s'associe avec la Société du Tour de France, qui organise le Tour de France, épreuve phare du cyclisme sur route, ainsi que d'autres épreuves comme Paris-Roubaix et Paris-Nice. La Société du Tour de France se fond ensuite dans l'entreprise dont elle est une filiale, Amaury Sport Organisation (ASO), pour en devenir le département cyclisme. Ce partenariat est demandé à la Société du Tour de France par le Pesant Club à l'occasion du passage du Tour de France à Liège en 1989. Il conduit à une organisation plus professionnelle, ce qui entraîne une refonte complète du parcours de la course : le début et la fin déménagent à différents endroits à Liège et cinq nouvelles ascensions apparaissent.
À la fin des années 1990, les Italiens Michele Bartoli et Paolo Bettini perpétuent la tradition de victoires italiennes La Doyenne, avec deux victoires chacun. En 1997, Bartoli et Laurent Jalabert provoquent une échappée décisive sur la Côte de La Redoute, à 40 km de l'arrivée. Les deux coureurs travaillent ensemble et Bartoli parvient à lâcher le Français sur les pentes raides dans le dernier kilomètre de la course. Jalabert, un spécialiste des courses ardennaises, termine deuxième deux années de suite, mais sans réussir à gagner la Doyenne. En 1999, Bartoli vise une troisième victoire consécutive, mais son ambition est contrecarrée par le jeune belge Frank Vandenbroucke qui contrôle la course et stupéfie les suiveurs en s'imposant en solitaire.

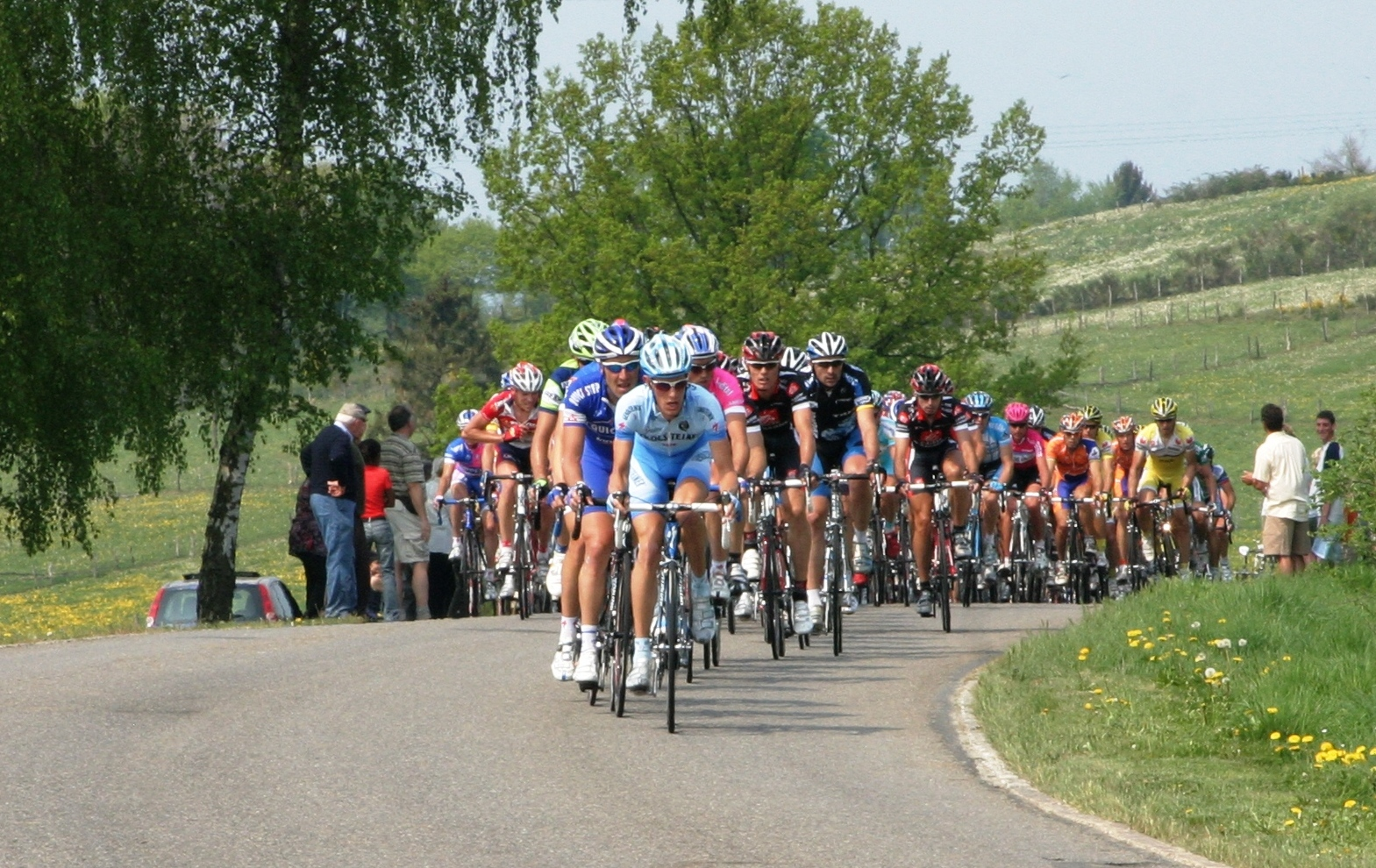
Le peloton lors de Liège-Bastogne-Liège 2007, près de Tavigny

En 2005, le Kazakh Alexandre Vinokourov et l'Allemand Jens Voigt s'échappent du peloton à 80 km de l'arrivée. Bien que ce genre de raid semble avoir peu de chances d'aller au bout dans le cyclisme moderne, les deux coureurs parviennent à conserver assez d'avance sur le peloton. Vinokourov devance Voigt au sprint,.
Les éditions 2009 et 2010 sont également restées dans les mémoires. En 2009, le jeune Luxembourgeois Andy Schleck s'impose en solitaire après une attaque à 25 kilomètres de l'arrivée et résiste au retour du groupe des favoris. En 2010, Alexandre Vinokourov s'adjuge sa deuxième victoire devant son compagnon échappée Alexander Kolobnev. Cette victoire est controversée, non seulement parce que Vinokourov était récemment revenu au cyclisme après une suspension pour dopage, mais aussi parce qu'il a été suggéré qu'il avait « acheté » la victoire. Le magazine suisse L'Illustré a publié une correspondance électronique entre le gagnant et son dauphin qui suggère que Vinokourov a payé Kolobnev 100 000 € pour lui laisser la victoire. Les deux coureurs ont ensuite été accusés de corruption par les autorités belges,.
Au cours des années 2000-2010, l'Espagnol Alejandro Valverde remporte la course à quatre reprises, les trois premières fois en réglant au sprint un petit groupe, en 2017 à deux avec Dan Martin. La centième édition de la course a lieu le 27 avril 2014 et voit la victoire au sprint du coureur australien Simon Gerrans. En 2018, le Luxembourgeois Bob Jungels s'impose après une échappée en solitaire de 20 kilomètres.

### Retour de l'arrivée à Liège
En 2019, après vingt-sept éditions achevées en montée à Ans, l'arrivée de la course est à nouveau modifiée. Elle est alors située sur une large route plate dans le centre-ville de Liège, au boulevard d'Avroy. Le parcours comprend neuf ascensions dans les 100 derniers kilomètres, mais sans la côte de Saint-Nicolas. C'est le Danois Jakob Fuglsang qui remporte cette édition du retour à Liège.
L'édition 2020, initialement prévue en avril, est reportée au 4 octobre, en raison de la pandémie de maladie à coronavirus. L'arrivée est jugée sur le quai des Ardennes depuis lors. En 2022, le jeune Remco Evenepoel y remporte la victoire en solitaire. Le podium est 100 % belge avec Quinten Hermans et Wout van Aert, événement qui n'avait plus eu lieu depuis le Liège-Bastogne-Liège de 1976. Un an plus tard, Evenepoel réalise le doublé, 25 ans après Michele Bartoli.

## Parcours

### Course actuelle
Le parcours de Liège-Bastogne-Liège traverse les deux provinces de l'est de la Région wallonne : province de Liège et du Luxembourg, du nord au sud et retour. Sa distance est plus ou moins fixée à 250–260 km. La course commence dans le centre de Liège, après quoi le parcours suit un tracé relativement plat de 95 km vers le sud, jusqu'à Bastogne, pour revenir sur 163 km vers Liège, avec un parcours vallonné.
La seconde moitié du parcours contient de nombreuses ascensions, comme la côte de Stockeu, la côte de la Haute-Levée, la côte de La Redoute et la côte de la Roche-aux-faucons, avant de finir dans le centre de Liège. Dans les quinze derniers kilomètres de la course, le parcours fait une transition remarquable entre les prairies et le paysage agraire des Ardennes et le paysage urbain post-industriel de Liège.

### Changements de parcours
Le Stade Vélodrome de Rocourt voit dix éditions s'achever sur sa piste, jusqu'en 1973. L'arrivée est ensuite située boulevard de la Sauvenière jusqu'en 1989 puis est déplacée sur le quai Mativa en 1990, lorsque la Société du Tour de France devient organisatrice de la course. Jusqu'en 1991, la course se termine dans le centre-ville de Liège, avec une portion plate à l'arrivée. Entre 1992 et 2018, l'arrivée est déplacée vers la banlieue industrielle de Ans, sur le côté nord-ouest de la ville. La côte de Saint-Nicolas (la « côte des Italiens ») est introduite dans les derniers kilomètres, avec une montée finale proche de l'arrivée à Ans. Cette modification implique des changements profonds dans le caractère de la course. Au cours des dernières années, les puncheurs et grimpeurs avec une bonne pointe de vitesse, attendent souvent le dernier moment pour lancer leur attaque ou s'économiser en vue du sprint.
Le parcours a généralement quelques changements mineurs chaque année, avec quelques montées de supprimées et d'autres ajoutées, mais le traditionnel final contenant la côte de La Redoute et la Roche-aux-faucons reste un enchaînement classique depuis 2008.

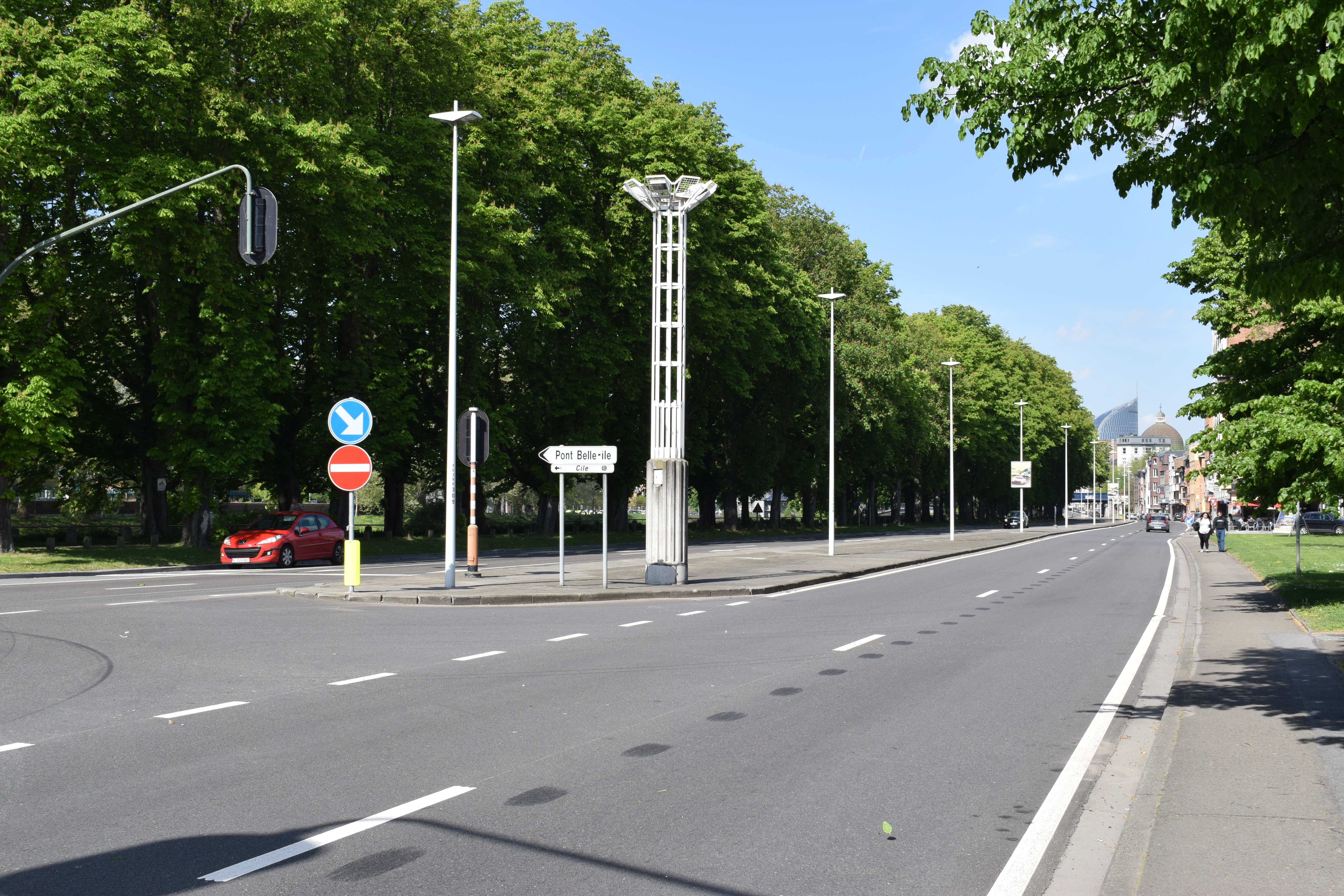
Site de l'arrivée sur le quai des Ardennes

Désirant dynamiser la course et faire en sorte que les attaques décisives se fassent plus tôt, l'organisation fait revenir l'arrivée de Liège-Bastogne-Liège dans le centre de Liège, sur le Boulevard d'Avroy et supprime la côte de Saint-Nicolas à partir de l'édition 2019. Au lieu de redescendre vers Sclessin après la côte de la Roche-aux-Faucons pour ensuite rallier Ans, les coureurs redescendent vers Liège par le Sart-Tilman et la rue de La Belle Jardinière. Depuis 2020, l'arrivée est jugée sur le quai des Ardennes, situé le long de la rive droite de l'Ourthe. Après la descente de la rue de La Belle Jardinière, les coureurs traversent Kinkempois, prennent le quai Gloesener puis franchissent le pont de Fétinne pour virer à droite sur le quai des Ardennes.

## Nature de la course

### Dureté de l'épreuve
Liège-Bastogne-Liège est considérée comme l'une des courses d'un jour les plus difficiles de la saison, en raison de sa longueur et de la succession des montées abruptes. Chaque édition, une douzaine d'ascensions − de longueur, de pente et de difficulté variables − sont abordées, offrant des possibilités d'attaque.
Le magazine britannique Cycling Weekly explique :
En termes purement physiques, c'est probablement la plus dure des classiques : les montées sont longues, la plupart d'entre elles sont très raides, et elles se présentent avec une fréquence déprimante dans les derniers kilomètres.
Le quadruple vainqueur Moreno Argentin résume :
Les coureurs qui gagnent à Liège sont ce que nous appelons des fondisti - des coureurs avec un niveau supérieur d'endurance. [La montée de] La Redoute est comme le Mur de Huy et doit être abordée en cadence, à l'avant du peloton. La pente est d'environ 14 ou 15 %, et elle arrive après 220 ou 230 kilomètres, de sorte que vous ne devez pas être un génie pour comprendre combien elle est difficile. Je me souviens que nous avons l'habitude d'aller avec un maximum de 39 × 21 - elle n'est pas tout à fait aussi raide que le Mur de Huy. Beaucoup de coureurs pensent à tort que vous devez attaquer sur la partie la plus difficile, mais en réalité vous faites mal aux gens sur la section légèrement plus plate qui vient après cela.
Liège est une épreuve par élimination, où il est très rare qu'une échappée joue un rôle dans la course avant les derniers 100 km. Vous devez être fort et en même temps intelligent et calculateur - en ce sens, c'est un test complet des capacités d'un cycliste.

### Monts

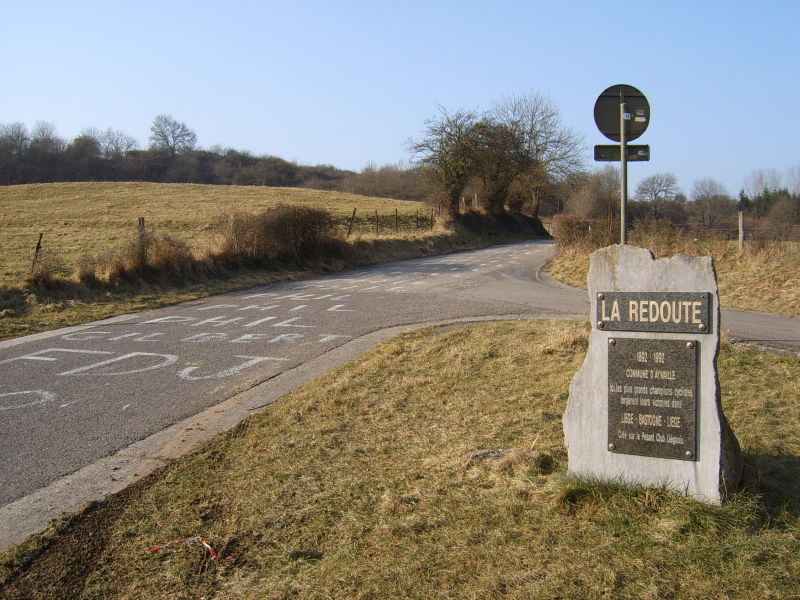
Le pied de la côte de La Redoute à Aywaille.

L'ascension la plus emblématique de Liège-Bastogne-Liège est la côte de La Redoute introduite en 1975. Cette côte située à Remouchamps, est longue de 1,7 km et possède une pente moyenne de 9 % avec des passages à plus de 20 %. Pendant longtemps, dans les années 1980 et 1990, La Redoute, située à environ 40 km de l'arrivée, était très souvent le point de la course d'où partaient les échappées décisives. Depuis le déménagement de l'arrivée à Ans, la montée semble avoir perdu ce rôle particulier car les favoris attendent souvent les derniers kilomètres de la course pour s'échapper. En effet, la portion décisive s'est déplacée vers l'ascension finale de la journée, la côte de Saint-Nicolas. 
Pour essayer de dynamiser la course et faire démarrer les échappées plus tôt, les organisateurs décident de faire revenir l'arrivée de la course Boulevard d'Avroy dans le centre de Liège et donc de supprimer la côte de Saint-Nicolas à partir de l'édition 2019. Quand l'arrivée est de retour à Liège, la côte de la Roche-aux-faucons devient la dernière ascension classée de la course avec son sommet situé à 12 km de l'arrivée. C'est une montée abrupte et atypique car elle ne fait pas partie des monts boisées des Ardennes, mais grimpe un méandre de l'Ourthe pour arriver sur le plateau de Boncelles avant une descente d'une dizaine de kilomètres vers l'arrivée qui se situe désormais sur le quai des Ardennes. 
Les changements de parcours sont fréquents d'année en année. Les monts sont parfois supprimés ou d'autres sont inclus. Voici les monts pour l'édition 2024 :
| Num | Nom                                 | km    | Longueur (m) | Pente moyenne | km de l'arrivée |
| --- | ----------------------------------- | ----- | ------------ | ------------- | --------------- |
| 1   | Côte de Bonnerue                    | 89,5  | 2 100        | 5,8 %         | 169,5           |
| 2   | Côte de Saint-Roch                  | 130,6 | 1 000        | 11,2 %        | 128,4           |
| 3   | Côte de Wanne                       | 174   | 2 800        | 7,4 %         | 85              |
| 4   | Côte de Stockeu (Stèle Eddy Merckx) | 180,5 | 1 000        | 12,5 %        | 78,5            |
| 5   | Côte de la Haute-Levée              | 184,6 | 3 600        | 5,6 %         | 74,4            |
| 6   | Col du Rosier                       | 199   | 4 400        | 5,9 %         | 60              |
| 7   | Côte de Desnié                      | 212,3 | 1 600        | 8,1 %         | 46,7            |
| 8   | Côte de La Redoute                  | 225,1 | 2 000        | 8,9 %         | 33,9            |
| 9   | Côte des Forges (Stèle Stan Ockers) | 236   | 1 300        | 7,8 %         | 23              |
| 10  | Côte de la Roche aux faucons        | 245,7 | 1 300        | 11 %          | 13,3            |

Par le passé, de nombreuses autres côtes ont été au programme de Liège-Bastogne-Liège. Parmi les plus connues, on peut citer :
- la côte de La Roche-en-Ardenne
- la côte de Mont-le-Soie
- Mont-Theux
- la côte du Maquisard
- la côte de Colonster
- la côte de Saint-Nicolas

### Météo
La météo en avril est souvent imprévisible et la course est affectée à plusieurs reprises par des conditions météorologiques difficiles. Les éditions 1919, 1957 et 1980 sont marquées par des chutes de neige sévères. L'édition 1980 est exceptionnellement difficile en raison des conditions météorologiques : la neige est tombée dès le début et les températures sont près du point de gel, ce qui conduit les commentateurs à l'appeler « Neige-Bastogne-Neige ». De nombreux médias la considèrent comme la pire édition dans l'histoire de Liège-Bastogne-Liège :

« Un vent froid qui a soufflé sur la Belgique a apporté des flocons de neige, puis une intense chute de neige au moment du départ de la course. [...] Les coureurs ont lutté avec le froid, avec les mains sur le front pour garder une vue sur la route. La course était une masse anonyme de vestes et de blousons en plastique. Les spectateurs se tenaient avec les lunettes comme des bonhommes de neige haut de gamme, le visage rouge dans l'amertume. Après une heure certaines équipes avaient à peine un seul homme sur la route. Ils abandonnent par deux douzaines à la fois, des hommes comme Gibi Baronchelli, Giuseppe Saronni, Lucien Van Impe et Jean-René Bernaudeau. »

— Procycling, mai 2000.
Hinault est l'un des 21 coureurs à avoir terminé la course. Il a subi des engelures sur deux doigts de sa main droite, a eu besoin de trois semaines pour pouvoir les bouger à nouveau et les dommages causés sont restés durables sur un de ses doigts.

## Classiques ardennaises
Liège-Bastogne-Liège est la course finale des classiques ardennaises, qui comprend également la Flèche Wallonne. Les deux courses sont organisées par Amaury Sport Organisation. Depuis le début des années 2000, la classique néerlandaise, l'Amstel Gold Race, est également considérée comme une classique ardennaise dans une définition plus large, en raison de son profil, même si elle n'a pas lieu dans les Ardennes. Actuellement, l'Amstel se court le dimanche précédant LBL et la Flèche, le mercredi, soit quatre jours avant Liège-Bastogne-Liège, organisée habituellement le troisième ou le quatrième dimanche d'avril.
La Flèche Wallonne, bien que plus jeune que Liège-Bastogne-Liège, a longtemps été considérée comme l'événement le plus prestigieux des deux classiques ardennaises, montrant comment le prestige et l'importance d'une course peuvent parfois changer au fil du temps. À une époque, la Flèche Wallonne et Liège-Bastogne-Liège se déroulaient sur deux jours successifs connus sous le nom le Week-end ardennais, avec Liège-Bastogne-Liège organisée le samedi et la Flèche Wallonne le dimanche.
Seuls huit coureurs ont remporté les deux courses la même année : le Suisse Ferdi Kübler deux fois (en 1951 et 1952), l'Espagnol Alejandro Valverde à trois reprises (2006, 2015 et 2017), les Belges Stan Ockers (1955), Eddy Merckx (1972) et Philippe Gilbert (2011), les Italiens Moreno Argentin (1991), Davide Rebellin (2004) et le Slovène Tadej Pogačar (2025).
En 2011, Philippe Gilbert remporte Liège-Bastogne-Liège, devant les frères luxembourgeois Frank et Andy Schleck dans un sprint à trois. Il complète une série de victoires unique en l'espace de dix jours. Gilbert avait déjà remporté la Flèche brabançonne, l'Amstel Gold Race et la Flèche wallonne, réalisant ainsi un quadruplé historique de victoires sur les classiques vallonnées d'avril.

## Palmarès

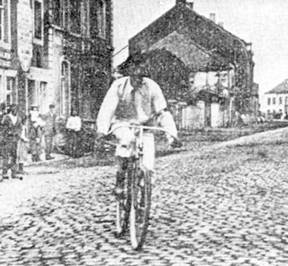
Léon Houa remporte les trois premières éditions de Liège–Bastogne–Liège à la fin du XIXe siècle.

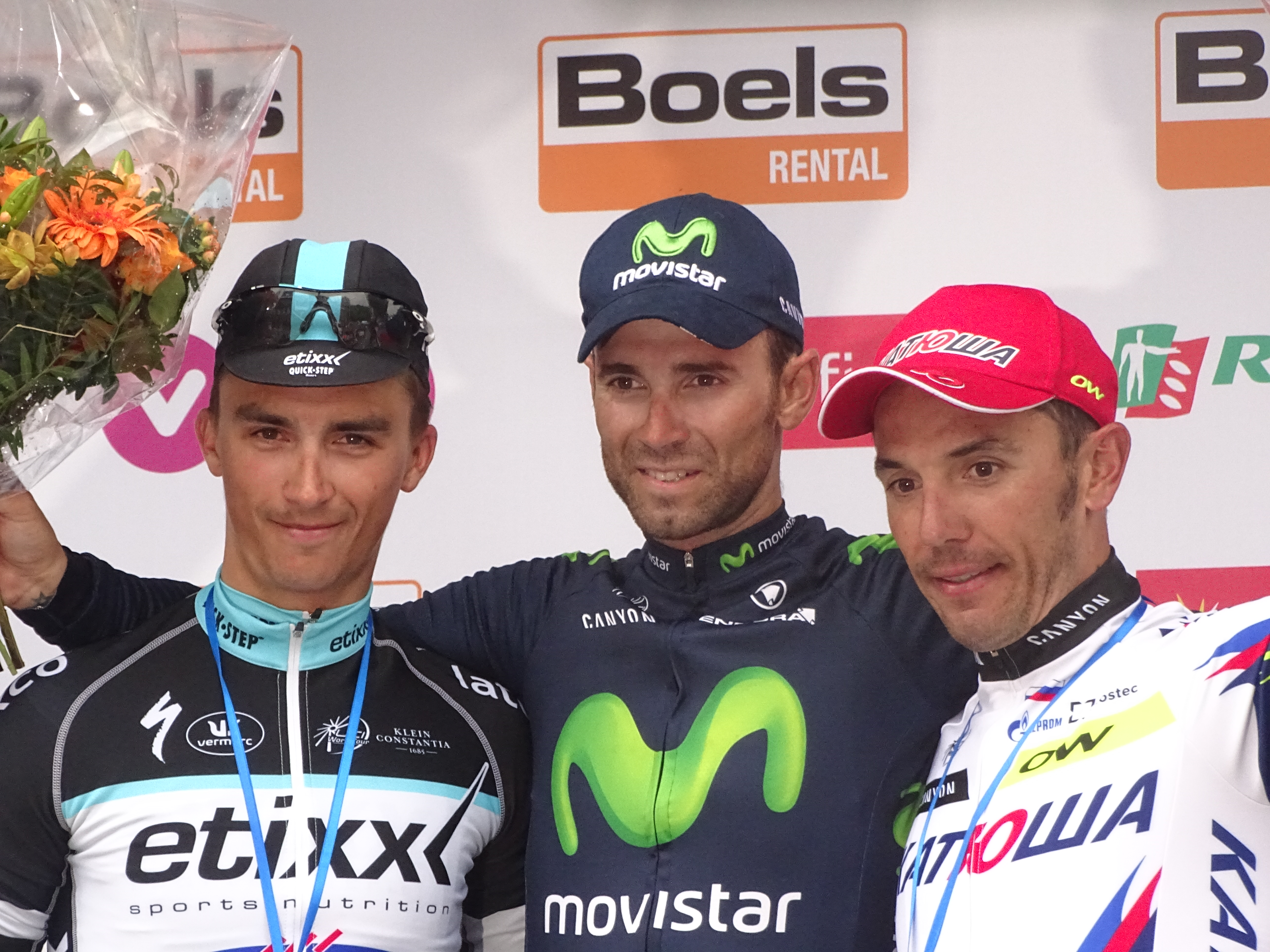
Podium de l'édition 2015 de Liège-Bastogne-Liège : Julian Alaphilippe (2e), Alejandro Valverde (1er) et Joaquim Rodríguez (3e).

| Année     | Vainqueur                                          | Deuxième                                           | Troisième                                          |
| --------- | -------------------------------------------------- | -------------------------------------------------- | -------------------------------------------------- |
| 1892      | Léon Houa                                          | Léon Lhoest (nl)                                   | Louis Rasquinet                                    |
| 1893      | Léon Houa                                          | Michel Borisowski                                  | Charles Collette                                   |
| 1894      | Léon Houa                                          | Louis Rasquinet                                    | René Nulens                                        |
| 1895-1907 | Non disputé                                        | Non disputé                                        | Non disputé                                        |
| 1908      | André Trousselier                                  | Alphonse Lauwers                                   | Henri Dubois                                       |
| 1909      | Victor Fastre                                      | Eugène Charlier                                    | Paul Deman                                         |
| 1910      | Non disputé                                        | Non disputé                                        | Non disputé                                        |
| 1911      | Joseph Van Daele                                   | Armand Lenoir                                      | Victor Kraenen                                     |
| 1912      | Omer Verschoore                                    | Jacques Coomans                                    | André Blaise                                       |
| 1913      | Maurits Moritz                                     | Alphonse Fonson                                    | Hubert Noel                                        |
| 1914-1918 | Non disputé à cause de la Première Guerre mondiale | Non disputé à cause de la Première Guerre mondiale | Non disputé à cause de la Première Guerre mondiale |
| 1919      | Léon Devos                                         | Henri Hanlet                                       | Arthur Claerhout                                   |
| 1920      | Léon Scieur                                        | Lucien Buysse                                      | Jacques Coomans                                    |
| 1921      | Louis Mottiat                                      | Marcel Lacour                                      | Jean Rossius                                       |
| 1922      | Louis Mottiat                                      | Alberto Jordens                                    | Laurent Seret                                      |
| 1923      | René Vermandel                                     | Jean Rossius                                       | Félix Sellier                                      |
| 1924      | René Vermandel                                     | Adelin Benoît                                      | Jules Matton                                       |
| 1925      | Georges Ronsse                                     | Gustave Van Slembrouck                             | Louis Eelen                                        |
| 1926      | Dieudonné Smets                                    | Joseph Siquet                                      | Alexis Macar                                       |
| 1927      | Maurice Raes                                       | Jean Hans                                          | Joseph Siquet                                      |
| 1928      | Ernest Mottard                                     | Maurice Raes                                       | Emile Van Belle                                    |
| 1929      | Alfons Schepers                                    | Gustave Hembroeckx                                 | Maurice Raes                                       |
| 1930      | Hermann Buse                                       | Georges Laloup                                     | François Gardier                                   |
| 1931      | Alfons Schepers                                    | Marcel Houyoux                                     | Jules Deschepper                                   |
| 1932      | Marcel Houyoux                                     | Léopol Roosemont                                   | Gérard Lambrechts                                  |
| 1933      | François Gardier                                   | Roger Dewolf                                       | Albert Bolly                                       |
| 1934      | Théo Herckenrath                                   | Mathieu Cardynaels                                 | Joseph Moerenhout                                  |
| 1935      | Alfons Schepers                                    | Frans Bonduel                                      | Louis Hardiquest                                   |
| 1936      | Albert Beckaert                                    | Gilbert Levae                                      | Joseph Horemans                                    |
| 1937      | Éloi Meulenberg                                    | Gustaaf Deloor                                     | Julien Heernaert                                   |
| 1938      | Alfons Deloor                                      | Marcel Kint                                        | Félicien Vervaecke                                 |
| 1939      | Albert Ritserveldt                                 | Cyriel Van Overberghe                              | Edward Vissers                                     |
| 1940-1942 | Non disputé à cause de la Seconde Guerre mondiale  | Non disputé à cause de la Seconde Guerre mondiale  | Non disputé à cause de la Seconde Guerre mondiale  |
| 1943      | Richard Depoorter                                  | Joseph Didden                                      | Stan Ockers                                        |
| 1944      | Non disputé à cause de la Seconde Guerre mondiale  | Non disputé à cause de la Seconde Guerre mondiale  | Non disputé à cause de la Seconde Guerre mondiale  |
| 1945      | Jean Engels                                        | Edward Van Dijck                                   | Joseph Moerenhout                                  |
| 1946      | Prosper Depredomme                                 | Albert Hendrickx                                   | Triphon Verstraeten                                |
| 1947      | Richard Depoorter                                  | Raymond Impanis                                    | Florent Mathieu                                    |
| 1948      | Maurice Mollin                                     | Raymond Impanis                                    | Louis Caput                                        |
| 1949      | Camille Danguillaume                               | Adolph Verschueren                                 | Roger Gyselinck                                    |
| 1950      | Prosper Depredomme                                 | Jean Bogaerts                                      | Edward Van Dyck                                    |
| 1951      | Ferdi Kübler                                       | Germain Derycke                                    | Wout Wagtmans                                      |
| 1952      | Ferdi Kübler                                       | Henri Van Kerckhove                                | Jean Robic                                         |
| 1953      | Alois De Hertog                                    | Maurice Diot                                       | Raoul Rémy                                         |
| 1954      | Marcel Ernzer                                      | Raymond Impanis                                    | Ferdi Kübler                                       |
| 1955      | Stan Ockers                                        | Raymond Impanis                                    | Jean Brankart                                      |
| 1956      | Alfred De Bruyne                                   | Richard Van Genechten                              | Alex Close                                         |
| 1957      | Germain Derycke & Frans Schoubben                  | Germain Derycke & Frans Schoubben                  | Marcel Buys                                        |
| 1958      | Alfred De Bruyne                                   | Jan Zagers                                         | Jozef Theuns                                       |
| 1959      | Alfred De Bruyne                                   | Frans Schoubben                                    | Frans De Mulder                                    |
| 1960      | Albertus Geldermans                                | Pierre Everaert                                    | Jef Planckaert                                     |
| 1961      | Rik Van Looy                                       | Marcel Rohrbach                                    | Armand Desmet                                      |
| 1962      | Jef Planckaert                                     | Rolf Wolfshohl                                     | Claude Colette                                     |
| 1963      | Frans Melckenbeeck                                 | Pino Cerami                                        | Vittorio Adorni                                    |
| 1964      | Willy Bocklant                                     | Georges Van Coningsloo                             | Vittorio Adorni                                    |
| 1965      | Carmine Preziosi                                   | Vittorio Adorni                                    | Martin Van Den Bossche                             |
| 1966      | Jacques Anquetil                                   | Victor Van Schil                                   | Willy In 't Ven                                    |
| 1967      | Walter Godefroot                                   | Eddy Merckx                                        | Willy Monty                                        |
| 1968      | Valere Van Sweevelt                                | Walter Godefroot                                   | Raymond Poulidor                                   |
| 1969      | Eddy Merckx                                        | Victor Van Schil                                   | Barry Hoban                                        |
| 1970      | Roger De Vlaeminck                                 | Frans Verbeeck                                     | Eddy Merckx                                        |
| 1971      | Eddy Merckx                                        | Georges Pintens                                    | Frans Verbeeck                                     |
| 1972      | Eddy Merckx                                        | Wim Schepers                                       | Walter Godefroot                                   |
| 1973      | Eddy Merckx                                        | Frans Verbeeck                                     | Walter Godefroot                                   |
| 1974      | Georges Pintens                                    | Walter Planckaert                                  | Le troisième a été déclassé                        |
| 1975      | Eddy Merckx                                        | Bernard Thévenet                                   | Walter Godefroot                                   |
| 1976      | Joseph Bruyère                                     | Freddy Maertens                                    | Frans Verbeeck                                     |
| 1977      | Bernard Hinault                                    | André Dierickx                                     | Dietrich Thurau                                    |
| 1978      | Joseph Bruyère                                     | Dietrich Thurau                                    | Francesco Moser                                    |
| 1979      | Dietrich Thurau                                    | Bernard Hinault                                    | Daniel Willems                                     |
| 1980      | Bernard Hinault                                    | Hennie Kuiper                                      | Ronny Claes                                        |
| 1981      | Josef Fuchs                                        | Stefan Mutter                                      | non-décerné                                        |
| 1982      | Silvano Contini                                    | Fons De Wolf                                       | Stefan Mutter                                      |
| 1983      | Steven Rooks                                       | Giuseppe Saronni                                   | Pascal Jules                                       |
| 1984      | Sean Kelly                                         | Phil Anderson                                      | Greg LeMond                                        |
| 1985      | Moreno Argentin                                    | Claude Criquielion                                 | Stephen Roche                                      |
| 1986      | Moreno Argentin                                    | Adrie van der Poel                                 | Dag Erik Pedersen                                  |
| 1987      | Moreno Argentin                                    | Stephen Roche                                      | Claude Criquielion                                 |
| 1988      | Adrie van der Poel                                 | Michel Dernies                                     | Robert Millar                                      |
| 1989      | Sean Kelly                                         | Fabrice Philipot                                   | Phil Anderson                                      |
| 1990      | Eric Van Lancker                                   | Jean-Claude Leclercq                               | Steven Rooks                                       |
| 1991      | Moreno Argentin                                    | Claude Criquielion                                 | Rolf Sørensen                                      |
| 1992      | Dirk De Wolf                                       | Steven Rooks                                       | Jean-François Bernard                              |
| 1993      | Rolf Sørensen                                      | Tony Rominger                                      | Maurizio Fondriest                                 |
| 1994      | Evgueni Berzin                                     | Lance Armstrong                                    | Giorgio Furlan                                     |
| 1995      | Mauro Gianetti                                     | Gianni Bugno                                       | Michele Bartoli                                    |
| 1996      | Pascal Richard                                     | Lance Armstrong                                    | Mauro Gianetti                                     |
| 1997      | Michele Bartoli                                    | Laurent Jalabert                                   | Gabriele Colombo                                   |
| 1998      | Michele Bartoli                                    | Laurent Jalabert                                   | Rodolfo Massi                                      |
| 1999      | Frank Vandenbroucke                                | Michael Boogerd                                    | Maarten den Bakker                                 |
| 2000      | Paolo Bettini                                      | David Etxebarria                                   | Davide Rebellin                                    |
| 2001      | Oscar Camenzind                                    | Davide Rebellin                                    | David Etxebarria                                   |
| 2002      | Paolo Bettini                                      | Stefano Garzelli                                   | Ivan Basso                                         |
| 2003      | Tyler Hamilton                                     | Iban Mayo                                          | Michael Boogerd                                    |
| 2004      | Davide Rebellin                                    | Michael Boogerd                                    | Alexandre Vinokourov                               |
| 2005      | Alexandre Vinokourov                               | Jens Voigt                                         | désattribué                                        |
| 2006      | Alejandro Valverde                                 | Paolo Bettini                                      | Damiano Cunego                                     |
| 2007      | Danilo Di Luca                                     | Alejandro Valverde                                 | Fränk Schleck                                      |
| 2008      | Alejandro Valverde                                 | Davide Rebellin                                    | Fränk Schleck                                      |
| 2009      | Andy Schleck                                       | Joaquim Rodríguez                                  | Davide Rebellin                                    |
| 2010      | Alexandre Vinokourov                               | Alexandr Kolobnev                                  | Philippe Gilbert                                   |
| 2011      | Philippe Gilbert                                   | Fränk Schleck                                      | Andy Schleck                                       |
| 2012      | Maxim Iglinskiy                                    | Vincenzo Nibali                                    | Enrico Gasparotto                                  |
| 2013      | Dan Martin                                         | Joaquim Rodríguez                                  | Alejandro Valverde                                 |
| 2014      | Simon Gerrans                                      | Alejandro Valverde                                 | Michał Kwiatkowski                                 |
| 2015      | Alejandro Valverde                                 | Julian Alaphilippe                                 | Joaquim Rodríguez                                  |
| 2016      | Wout Poels                                         | Michael Albasini                                   | Rui Costa                                          |
| 2017      | Alejandro Valverde                                 | Dan Martin                                         | Michał Kwiatkowski                                 |
| 2018      | Bob Jungels                                        | Michael Woods                                      | Romain Bardet                                      |
| 2019      | Jakob Fuglsang                                     | Davide Formolo                                     | Maximilian Schachmann                              |
| 2020      | Primož Roglič                                      | Marc Hirschi                                       | Tadej Pogačar                                      |
| 2021      | Tadej Pogačar                                      | Julian Alaphilippe                                 | David Gaudu                                        |
| 2022      | Remco Evenepoel                                    | Quinten Hermans                                    | Wout van Aert                                      |
| 2023      | Remco Evenepoel                                    | Tom Pidcock                                        | Santiago Buitrago                                  |
| 2024      | Tadej Pogačar                                      | Romain Bardet                                      | Mathieu van der Poel                               |
| 2025      | Tadej Pogačar                                      | Giulio Ciccone                                     | Ben Healy                                          |

### Records et commentaires
- Eddy Merckx est le recordman de victoires avec cinq succès en 1969, 1971, 1972, 1973 et 1975. Il termine deuxième en 1967 et troisième en 1970, battu ces deux fois dans des circonstances d'arrivée qui lui furent défavorables.
- Remco Evenepoel a remporté deux victoires pour ses deux premières participations (2022 et 2023). Le dernier à y être parvenu était le Suisse Ferdi Kübler en 1951 et 1952.
- Huit coureurs ont réalisé le doublé Flèche wallonne- LBL la même année : l'Espagnol Alejandro Valverde à trois reprises (2006, 2015 et 2017), le Suisse Ferdi Kübler deux fois (en 1951 et 1952) et, à une reprise : les Belges Stan Ockers (1955), Eddy Merckx (1972) et Philippe Gilbert (2011) ainsi que les Italiens Moreno Argentin (1991), Davide Rebellin (2004) et Tadej Pogačar (2025).
- Deux coureurs ont réalisé le doublé LBL-Tour de France la même année : Eddy Merckx (1969, 1971 et 1972) et Tadej Pogačar (2021 et 2024).
- Trois hommes ont levé les bras trois fois consécutivement : Léon Houa, vainqueur des trois premières éditions (1892, 1893, 1894), Eddy Merckx (1971, 1972, 1973) et Moreno Argentin (1985, 1986, 1987).
- Sept hommes ont levé les bras deux fois consécutivement : Louis Mottiat (1921 et 1922), René Vermandel (1923 et 1924), Ferdi Kübler (1951 et 1952), Fred De Bruyne (1958 et 1959), Michele Bartoli (1997 et 1998), Remco Evenepoel (2022 et 2023) et Tadej Pogačar (2024, 2025).
- Six coureurs ont gagné la Doyenne avec le maillot arc-en-ciel sur les épaules : Ferdi Kübler en 1952, Rik Van Looy en 1961, Eddy Merckx en 1972 et 1975, Moreno Argentin en 1987, Remco Evenepoel en 2023 et Tadej Pogačar en 2025.
- Le plus gros écart de l’après-guerre appartient à Bernard Hinault, vainqueur en 1980 sous la neige avec 9 min 24 s d’avance sur son premier poursuivant : Hennie Kuiper. Seulement 21 coureurs terminent la course cette année-là.
- Jamais vainqueur, le Belge Raymond Impanis termine cependant quatre fois deuxième, en 1947, 1948, 1954 et 1955.
- En 1972, la Doyenne s'est terminée à Verviers (victoire d'Eddy Merckx).
- Sept coureurs liégeois ont remporté la Doyenne : Léon Houa (1892, 1893 et 1894), Victor Fastre (1909), Dieudonné Smets (1926), Ernest Mottard (1928), François Gardier (1933), Joseph Bruyère (1976 et 1978) et Philippe Gilbert (2011).

## Statistiques
| \| Victoires \| Coureur \| Pays \| Années \| \| --------- \| -------------------- \| ---------- \| ------------------------------ \| \| 5 \| Eddy Merckx \| Belgique \| 1969, 1971, 1972, 1973 et 1975 \| \| 4 \| Moreno Argentin \| Italie \| 1985, 1986, 1987 et 1991 \| \| 4 \| Alejandro Valverde \| Espagne \| 2006, 2008, 2015 et 2017 \| \| 3 \| Léon Houa \| Belgique \| 1892, 1893 et 1894 \| \| 3 \| Alfons Schepers \| Belgique \| 1929, 1931 et 1935 \| \| 3 \| Fred De Bruyne \| Belgique \| 1956, 1958 et 1959 \| \| 3 \| Tadej Pogačar \| Slovénie \| 2021, 2024 et 2025 \| \| 2 \| Louis Mottiat \| Belgique \| 1921 et 1922 \| \| 2 \| René Vermandel \| Belgique \| 1923 et 1924 \| \| 2 \| Richard Depoorter \| Belgique \| 1943 et 1947 \| \| 2 \| Prosper Depredomme \| Belgique \| 1946 et 1950 \| \| 2 \| Ferdi Kübler \| Suisse \| 1951 et 1952 \| \| 2 \| Joseph Bruyère \| Belgique \| 1976 et 1978 \| \| 2 \| Bernard Hinault \| France \| 1977 et 1980 \| \| 2 \| Sean Kelly \| Irlande \| 1984 et 1989 \| \| 2 \| Michele Bartoli \| Italie \| 1997 et 1998 \| \| 2 \| Paolo Bettini \| Italie \| 2000 et 2002 \| \| 2 \| Alexandre Vinokourov \| Kazakhstan \| 2005 et 2010 \| \| 2 \| Remco Evenepoel \| Belgique \| 2022 et 2023 \| | - Triplés (3) : - Léon Houa (1892, 1893, 1894) - Eddy Merckx (1971, 1972, 1973) - Moreno Argentin (1985, 1986, 1987) - Doublés (6) : - Louis Mottiat (1921, 1922) - René Vermandel (1923, 1924) - Ferdi Kübler (1951, 1952) - Fred De Bruyne (1958, 1959) - Michele Bartoli (1997, 1998) - Remco Evenepoel (2022, 2023) - Tadej Pogačar (2024, 2025) |            |                                |
| Victoires | Coureur | Pays       | Années                         |
| 5 | Eddy Merckx | Belgique   | 1969, 1971, 1972, 1973 et 1975 |
| 4 | Moreno Argentin | Italie     | 1985, 1986, 1987 et 1991       |
| 4 | Alejandro Valverde | Espagne    | 2006, 2008, 2015 et 2017       |
| 3 | Léon Houa | Belgique   | 1892, 1893 et 1894             |
| 3 | Alfons Schepers | Belgique   | 1929, 1931 et 1935             |
| 3 | Fred De Bruyne | Belgique   | 1956, 1958 et 1959             |
| 3 | Tadej Pogačar | Slovénie   | 2021, 2024 et 2025             |
| 2 | Louis Mottiat | Belgique   | 1921 et 1922                   |
| 2 | René Vermandel | Belgique   | 1923 et 1924                   |
| 2 | Richard Depoorter | Belgique   | 1943 et 1947                   |
| 2 | Prosper Depredomme | Belgique   | 1946 et 1950                   |
| 2 | Ferdi Kübler | Suisse     | 1951 et 1952                   |
| 2 | Joseph Bruyère | Belgique   | 1976 et 1978                   |
| 2 | Bernard Hinault | France     | 1977 et 1980                   |
| 2 | Sean Kelly | Irlande    | 1984 et 1989                   |
| 2 | Michele Bartoli | Italie     | 1997 et 1998                   |
| 2 | Paolo Bettini | Italie     | 2000 et 2002                   |
| 2 | Alexandre Vinokourov | Kazakhstan | 2005 et 2010                   |
| 2 | Remco Evenepoel | Belgique   | 2022 et 2023                   |

### Victoires par nation
| Victoires | Pays                          |
| --------- | ----------------------------- |
| 61        | Belgique                      |
| 12        | Italie                        |
| 6         | Suisse                        |
| 5         | France                        |
| 4         | Pays-Bas Espagne Slovénie     |
| 3         | Irlande Kazakhstan Luxembourg |
| 2         | Allemagne Danemark            |
| 1         | Australie États-Unis Russie   |